# Nguyễn Thị Mỹ Hạnh
Nguyễn Thị Mỹ Hạnh (ur. 28 września 1997) – wietnamska zapaśniczka walcząca w stylu wolnym. Zajęła dziesiąte miejsce na mistrzostwach świata w 2017 roku.
Brązowa medalistka igrzysk azjatyckich w 2018 i czternasta w 2022. Piąta na mistrzostwach Azji w 2020. Triumfatorka igrzysk Azji Południowo-Wschodniej w 2019, 2021 i 2023. Pierwsza na mistrzostwach Azji Południowo-Wschodniej w 2023 i 2025. Wicemistrzyni Azji juniorów w 2017 roku.